# Czorsztyn (gemeente)
De gemeente Czorsztyn is een landgemeente in het Poolse woiwodschap Klein-Polen, in powiat Nowotarski.
De zetel van de gemeente is in Maniowy.
Op 30 juni 2004 telde de gemeente 7143 inwoners.

## Oppervlakte gegevens
In 2002 bedroeg de totale oppervlakte van gemeente Czorsztyn 61,72 km², waarvan:
- agrarisch gebied: 47%
- bossen: 46%

De gemeente beslaat 4,19% van de totale oppervlakte van de powiat.

## Demografie
Stand op 30 juni 2004:
| Omschrijving                   | Totaal | Totaal | Vrouwen | Vrouwen | Mannen | Mannen |
| ------------------------------ | ------ | ------ | ------- | ------- | ------ | ------ |
| eenheid                        | aantal | %      | aantal  | %       | aantal | %      |
| inwoners                       | 7143   | 100    | 3639    | 50,9    | 3504   | 49,1   |
| bevolkingsdichtheid (inw./km²) | 115,7  | 115,7  | 59      | 59      | 56,8   | 56,8   |

In 2002 bedroeg het gemiddelde inkomen per inwoner 1326,87 zł.

## Miejscowości Gminy Czorsztyn
- Czorsztyn
- Huba
- Kluszkowce
- Maniowy
- Mizerna
- Sromowce Niżne
- Sromowce Wyżne

## Aangrenzende gemeenten
Krościenko nad Dunajcem, Łapsze Niżne, Nowy Targ, Ochotnica Dolna. De gemeente grenst aan Slowakije.
- Virtual International Authority File: 250098235